# Parròquia de Lizums
La Parròquia de Lizums (en letó: Lizuma pagasts) és una unitat administrativa del municipi de Gulbene, Letònia. Abans de la reforma territorial administrativa de l'any 2009 pertanyia al raion de Gulbenes.
Està situada a la part del nord-est a l'altiplà de Vidzeme. Té diverses muntanyes superiors a 150 metres d'alçada, amb un bosc de 177 hectàrees designat com a parc natural. Entre els seus edificis més destacats es troba la casa Senyorial de Lizums construïda al voltant de 1850 en estil neogòtic, allotja l'«escola secundària Lizums» des de 1937.

## Pobles, viles i assentaments
- Grūšļi
- Gužīlas
- Kolaņģi
- Lizums
- Velēna
- Velēnmuiža

## Hidrologia

### Rius
- Azanda
- Gauja
- Gosupe
- Sece
- Uriekste